# Cá lành canh
Cá lành canh (danh pháp hai phần: Parachela oxygastroides) là một loài cá nhỏ thuộc chi Parachela, họ Cá chép. Đây là một loài cá đặc trưng và được tìm thấy ở cả vùng nước ngọt và nước mặn thuộc Đông Nam Á: bao gồm Đông Dương, Thái Lan tới Borneo và Java.

## Mô tả
Cá lành canh có đầu nhỏ màu trắng nhạt, dẹp hai bên, mõm nhọn, hướng lên phía trên. Thân của chúng dài, dẹp, đường lưng lõm xuống ở phần mũi, lườn bụng bén, cong lồi. Đỉnh đầu và lưng có màu xanh đen, nhạt dần xuống phía bụng. Vây lưng có nhiều sắc tố đen trong khi vây đuôi có màu vàng và đen ở viền. Loài cá này có vẩy mỏng màu ánh bạc và có một sọc đen đậm chạy dọc theo trục giữa của thân, kéo dài từ phía trên nắp mang đến giữa gốc vây đuôi.
Cá lành canh có chiều dài khoảng 20 mm, nặng 20 g, sinh trưởng và lớn chậm, đạt độ tuổi sinh sản sau khoảng 1 năm. Chúng sinh sản vào khoảng tháng 4 - 5. Trứng được đẻ ở vùng trung lưu các sông, sau đó trôi ra cửa sông thì nở.
Thức ăn của cá lành canh là các sinh vật phù du và động vật cỡ nhỏ. Cá lành canh thịt trắng thơm ngon, được sử dụng trong các món ăn ở Đông Nam Á như canh cá lành canh, chả cá lành canh.